# Polytela
Polytela is een geslacht van vlinders van de familie Uilen (Noctuidae), uit de onderfamilie Noctuinae.

## Soorten
- P. cliens (Felder & Rogenhofer, 1874)
- P. chrysospila Walker, 1865
- P. florigera Guenée, 1852
- P. gloriosae Fabricius, 1781